# Rare Earth
I Rare Earth sono un gruppo musicale statunitense originario di Detroit (Michigan) e attivo dal 1968.
Il gruppo ha avuto successo soprattutto nella seconda metà degli anni sessanta, quando era uno dei pochi gruppi/artisti bianchi associati alla Motown.
Tra i maggiori successi vi sono due cover del gruppo The Temptations, ossia Get Ready e (I Know) I'm Losing You.

## Membri

### Attuali
- Gil Bridges – sassofono, flauto, voce (1960–presente)
- Ray Monette – chitarra, voce (1971–1976, 1977–2004, 2009–presente)
- Randy "Bird" Burghdoff – basso, voce (1985–presente)
- Floyd Stokes Jr. – batteria, voce (1993–presente)
- Mike Bruner – tastiera (1998–presente)

### Ex membri
- Peter Hoorelbeke (a.k.a. Peter Rivera) – batteria, voce (1960–1974, 1976–1983)
- John Persh (a.k.a. John Parrish) – basso, trombone, voce (1960–1972; died 1981)
- Rod Richards – chitarra, voce (1960–1971)
- Kenny James – tastiera (1960–1971)
- Eddie Guzman – percussioni (1969–1993)
- Mark Olson – tastiera, voce (1971–1974, 1977–1986)
- Mike Urso – bassovoce (1972–1974, 1976–1979, 1981–1983)
- Jerry LaCroix – voce, sassofono, armonica (1974–1976)
- Reggie McBride – basso (1974–1976)
- Gabriel Katona – tastiera (1974–1976)
- Barry "Frosty" Frost – batteria (1974–1975)
- Paul Warren – chitarra, cori (1974–1975)
- Chet McCracken – batteria (1975–1976)
- Jimi Calhoun – basso (1976)
- Frank Westbrook – tastiera (1976)
- Ken Johnston – basso, voce (1979–1981)
- Tim Ellsworth – basso, voce (1983–1984, 1985)
- Tony Thomas – batteria (1983–1984)
- Bob Weaver – batteria (1984–1985)
- Andy Merrild – basso (1984–1985)
- Bobby Rock – batteria (1985)
- Jerry LeBloch – batteria (1985–1990)
- Rick Warner – tastiera (1986–1998)
- Wayne Baraks – chitarra, voce (1987–1994)
- Dean Boucher – batteria (1990–1993)
- Ivan Greilich – chitarra, voce (2004–2009)

## Discografia

### Album in studio
| Anno | Album                   |
| ---- | ----------------------- |
| 1968 | Dreams/Answers          |
| 1969 | Get Ready               |
| 1969 | Generation (Soundtrack) |
| 1970 | Ecology                 |
| 1971 | One World               |
| 1972 | Willie Remembers        |
| 1973 | Ma                      |
| 1975 | Back to Earth           |
| 1976 | Midnight Lady           |
| 1977 | Rarearth                |
| 1978 | Band Together           |
| 1978 | Grand Slam              |
| 1982 | Tight and Hot           |
| 1993 | Different World         |
| 2008 | A Brand New World       |

### Album dal vivo
| Year | Album                                       |
| ---- | ------------------------------------------- |
| 1971 | Rare Earth in Concert                       |
| 1974 | Live in Chicago                             |
| 1989 | Made in Switzerland                         |
| 2004 | Rock 'n' Roll Greats RARE EARTH in concert! |
| 2008 | Rare Earth Live                             |

### Raccolte
- 1975 Masters of Rock
- 1977 Motown special - Rare Earth
- 1976 Disque d'Or
- 1981 Motown Superstar Series, Vol. 16
- 1988 Get Ready/Ecology
- 1991 Greatest Hits & Rare Classics
- 1994 Earth Tones: Essential
- 1995 Anthology: The Best of Rare Earth
- 1996 Rare Earth featuring Peter Rivera
- 1998 The Very Best of Rare Earth
- 2001 20th Century Masters - The Millennium Collection: The Best of Rare Earth
- 2004 The Collection
- 2005 Get Ready and More Hits
- 2006 Best of Rare Earth
- 2008 Fill Your Head: The Studio Albums 1969-1974